# Karl Leonhard Reinhold
Karl Leonhard Reinhold (Vienna, 26 ottobre 1757 – Kiel, 10 aprile 1823) è stato un filosofo austriaco.

## Biografia
Trascorse gli anni della sua attività speculativa in Germania, dove partecipò al dibattito sulla filosofia di Kant e preparò il terreno allo sviluppo dell'idealismo.
Dopo la soppressione della Compagnia di Gesù, di cui era membro dal 1772, entrò nei Barnabiti, divenendo professore di filosofia. Nel 1783 abbandonò lo stato religioso e si trasferì a Lipsia. Collaborò alla rivista Deutscher Merkur, in cui difese le idee di Herder contro Kant e su cui pubblicò, tra il 1786 e il 1787, le Lettere sulla filosofia kantiana che, oltre a promuovere un vasto interesse intorno al grande filosofo di Königsberg, gli assicurarono la fama e la cattedra all'Università di Jena, dove insegnò per sette anni, tentando una rielaborazione sistematica del criticismo kantiano che chiamò «filosofia elementare». 

A Jena divenne amico di Schiller, che si ispirò ai suoi  I misteri ebraici ovvero la più antica massoneria religiosa per il suo saggio  La missione di Mosè.
Nel 1794 si trasferì a Kiel, dove rimase fino alla morte.
L'incontro con la filosofia di Kant significò per Reinhold la realizzazione delle sue più profonde esigenze morali e religiose. Per lui il criticismo rappresentò la filosofia rigeneratrice e la fondazione teoretica delle aspirazioni morali dell'uomo. Da queste premesse egli trasse l'ispirazione per indicare il compito della "filosofia elementare", che si riduce essenzialmente alla dimostrazione che la filosofia critica, come riflessione sulle forme a priori, è "la" filosofia, non "una" filosofia. Essa è il pensiero definitivo in quanto fondato interamente su se stesso. Di qui la ricerca, sviluppata nella sua opera principale, il Saggio, del primo principio, indiscutibile e indubitabile, della filosofia, costituito dalla coscienza.
Massone, fu membro della loggia viennese Zur Wahren Eintracht (Alla Vera Concordia), della loggia di Weimar Anna Amalia zu den drei Rosen e dell'Ordine degli  Illuminati di Baviera col nome di "Decius", divenne il capo dell'Ordine alla morte di Johann Joachim Christoph Bode.

## Opere
All'epoca di Lipsia appartengono le sue opere fondamentali:
- Versuch einer neuen Theorie des menschlichen Vorstellungsvermögens, 1789 (Saggio su una nuova teoria della facoltà umana della rappresentazione)
- Beiträge zur Berichtigung bisheriger Missverständnisse der Philosophen, 1790
- Ueber das Fundament des philosophischen Wissens, 1791
- Auswahl vermischter Schriften
- Über die Paradoxien der neuesten Philosophie
- Sendschreiben an Fichte und Lavater über den Glauben an Gott
- Beiträge zur leichtesten Uebersicht des Zustandes der Philosophie bei dem Anfange des neunzehnthen Jahrhuderts
- Gesammelte Schriften von Karl Leonhard Reinhold. Kommentierte Ausgabe. Herausgegeben von Martin Bondeli. Basel 2013–2017,

## Traduzioni italiane
- Concetto e fondamento della filosofia, a cura di Faustino Fabbianelli, Roma, Edizioni di Storia e letteratura, 2002.
- Saggio di una nuova teoria della facoltà umana della rappresentazione, a cura di Faustino Fabbianelli, Firenze, Le Lettere, 2006.
- I misteri ebraici ovvero la più antica massoneria religiosa, a cura di G. Paolucci, Macerata, Quodlibet, 2011.